# Сиболо (Тексас)
Сиболо (енгл. Cibolo) град је у америчкој савезној држави Тексас. По попису становништва из 2010. у њему је живело 15.349 становника.

## Демографија
Према попису становништва из 2010. у граду је живело 15.349 становника, што је 12.314 (405,7%) становника више него 2000. године.
| Група             | 2000.         | 2010.         |
| Белци             | 2.171 (71,5%) | 8.666 (56,5%) |
| Афроамериканци    | 187 (6,2%)    | 2.134 (13,9%) |
| Азијати           | 41 (1,4%)     | 462 (3,0%)    |
| Хиспаноамериканци | 577 (19,0%)   | 3.626 (23,6%) |
| Укупно            | 3.035         | 15.349        |